# Robert Ley
Robert Ley (Niederbreidenbach, Renania Prusiana, 15 de febrero de 1890 - Núremberg, 25 de octubre de 1945) fue un militar, piloto, doctor en Filosofía, Gauleiter (Gobernador Político), Reichsleiter (Líder del Reich) y líder sindical preponderante en el periodo de la preguerra de la Alemania nacionalsocialista.

## Biografía

### Juventud
Hijo de padres humildes, tuvo la posibilidad de estudiar en las universidades de Jena y de Bonn. Fue piloto durante la Primera Guerra Mundial y, después de ser derribado en 1917 sobre Francia, fue prisionero de guerra durante dos años. 
En 1925 se sintió profundamente atraído por el discurso nacionalista del NSDAP y fue acogido de buen grado por su condición de universitario. Por ello, fue nombrado Gauleiter en Renania del Sur. Posteriormente, siguió las nuevas instrucciones del partido que exigían "aglutinar" a los trabajadores en su área.

### Régimen nazi
Fue Jefe de Organización del NSDAP desde noviembre de 1932 hasta mayo de 1945. Cuando en 1933 se creó el Frente Alemán del Trabajo (DAF), Ley fue nombrado máximo dirigente del nuevo sindicato vertical cuyo objetivo era aumentar la productividad y mostrar el orgullo de la «Nueva Alemania».
Fue responsable del proyecto «Fuerza por la Alegría» (Kraft durch Freude) que, con la colaboración del Teniente de la SS, Bodo Lafferentz (promotor del Volkswagen y proyectos balísticos), promovió viajes turísticos muy baratos, cruceros, eventos deportivos y culturales para los trabajadores alemanes, así como la construcción del gran complejo vacacional de Prora en la isla de Rügen. Promovió pensiones para los trabajadores ancianos y otros tantos beneficios, no obstante fue responsable de la supresión de los sindicatos de oposición y la confiscación de sus bienes. Fue miembro del Reichstag desde 1932 hasta 1945, aun cuando este no sesionara a partir de 1938 por decisión de Adolf Hitler. Ley dijo en un discurso en 1938 lo siguiente: «Sobre esta tierra yo creo únicamente en Hitler. Creo en un Supremo Dios que me creó y que me guía y creo firmemente que este Supremo Dios nos envió a Hitler».
El transatlántico gemelo del Wilhelm Gustloff fue botado en 1939 siendo nombrado en su honor y bautizado por el propio Hitler como (Kraft durch Freude-Schiff)  Robert Ley.
Estuvo casado con Inga Ley, con quien tuvo dos hijos. Su esposa, una mujer de notable belleza, estaba platónicamente enamorada de Hitler, finalmente terminó suicidándose en 1943 y ello agravó aún más su nivel de alcoholismo.

### Final

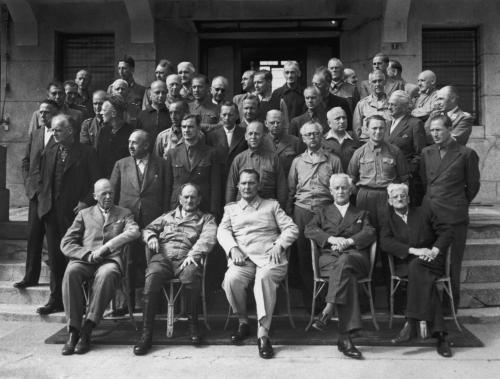
Jerarcas nazis en el centro de detención de Mondorf-les-Bains en agosto de 1945. Göring está sentado en el centro y Ley, en la segunda de las filas de pie, es el tercero desde la derecha

Al finalizar la Segunda Guerra Mundial Robert Ley huyó hacia Berchtesgaden, pero fue capturado el 16 de mayo de 1945. Inmediatamente fue trasladado al «Ashcan», centro de detención para los altos dirigentes nazis que los Aliados instalaron en el Grand Hotel de Mondorf-les-Bains, en Luxemburgo. En agosto fueron trasladados para ser encausados en los Juicios de Núremberg, y Ley fue acusado de crímenes de guerra, pero se suicidó antes de ser juzgado ahorcándose con una toalla húmeda atada a la cisterna de un retrete.

## Obras publicadas
- Durchbruch zur sozialen Ehre (1935).
- Deutschland ist schöner geworden (1936)
- Wir alle helfen dem Führer (1937)
- Soldaten der Arbeit (1938)